# بولهراد
شهر بولهراد (به روسی: Болград) در استان اودسا در کشور اوکراین واقع شده‌است. جمعیت این شهر ۱۷٬۳۵۳ نفر  است.